# Ariel (Gerhard)
Ariel és un ballet del compositor Robert Gerhard compost l'any 1934. L'obra va ser encarregada pels Ballets Russos de Montecarlo (companyia sorgida després de la desaparició dels Ballets Russos de Diaghilev). La suite del ballet va ser estrenada l'any 1936. Així mateix, també va ser l'última obra que s'estrenaria a Catalunya fins als anys cinquanta.

## Context històric
El primer ballet de Gerhard va ser un encàrrec dels Ballets Russes de Montecarlo. Segons el testimoni de Joaquim Homs, van ser Antal Doráti, director d'orquestra i assessor dels ballets, i Leónide Massine, en aquella època primer ballarí i coreògraf de la companyia, els que van proposar a Gerhard de posar música a un ballet. Probablement, l'encàrrec va procedir de la intermediació del pintor Joan Miró, el qual havia treballat amb Massine anteriorment i mantenia el contacte per a un nou espectacle. El projecte es va iniciar l'estiu de 1934. El mateix Gerhard va explicar a la revista Música Viva la innovadora concepció del ballet, ja que poeta, pintor i compositor van estar treballant de manera independent d'acord amb uns principis generals compartits; seria el coreògraf l'encarregat d'oferir unitat a l'obra.

## L'obra
Ariel és situat dins del context avantguardista del surrealisme català, del qual Joan Miró i Josep Vicenç Foix n'eren destacats exponents, cadascú en el seu respectiu àmbit artístic. Pel que fa a la música, Gerhard intentà abandonar el tradicional caràcter funcional de la música per ballet. La seva intenció estètica és la cerca d'una música absoluta amb identitat pròpia.

### ArieliLa Tempesta
És conegut que el ballet s'inspira en l'obra de Shakespeare La tempesta. El que no se sap és si aquesta decisió va ser de Foix o de Gerhard. Sigui com sigui, la decisió de triar aquesta obra concreta de tot el catàleg de Shakespeare per transformar-la en un ballet està clarament vinculat amb l'estètica surrealista del projecte. De la mateixa manera que El somni d'una nit d'estiu, aquesta comèdia destaca per l'ús de materials imaginatius en un ambient que podríem qualificar de psíquic i que s'introdueix perfectament en el model surrealista de ballet que proposa Gerhard. El caràcter antagònic dels personatges, la seva naturalesa immaterial i la seva vinculació amb la mística, fan de La tempesta una obra molt suggerent per ser convertida en ballet.

### Estructura de l'obra
Ariel està formada per un sol acte continu, que s'organitza en quatre seccions:
1. Allegro molto
2. Adagio
3. Tempo giusto
4. Tempo stretto

Cadascuna d'aquestes seccions descriuen musicalment l'oposició Ariel-Cáliban. El conflicte entre els dos personatges antagònics travessa quatre estats: el primer (Allegro molto) és la personificació de l'antagonisme i la presentació de la dualitat present en l'obra; el segon (Adagio) la tristesa i la por; el tercer (Tempo giusto, Tempo rubato) representa la pugna i l'angoixa d'Ariel contra el mal; i el quart (Tempo stretto) el desenllaç. Cadascun d'aquests moviments compren una sèrie d'episodis variats o fins i tot oposats. No obstant això, tots ells es troben perfectament enllaçats per una mateixa línia de composició.

### Estètica musical
Gerhard no fa una referència explícita a elements folklòrics de la cultura catalana, a diferència d'altres obres seves. Ariel presenta un llenguatge molt més "centreeuropeu". Es caracteritza per un alt grau de cromatisme i un tractament lliure de les dotze tonalitats. Aquests elements de composició gerhard no els va utilitzar novament fins molts anys després. Aquest llenguatge més "post-Mahlerià" que "Schoenbergià" predomina en tota l'obra. Aquest caràcter és molt evident en l'Adagio i es manté potent en el Tempo Giusto, tot i tenir un estil més neoclàssic.

### Connotacions polítiques
L'argument d'Ariel i l'oposició entre el bé i el mal que representen els seus personatges (Ariel-Cáliban) podria ser interpretat com un reflex de la situació política a Catalunya durant la Segona República Espanyola. Aquesta dualitat transporta a l'oient a la tensió entre els dos bàndols polítics i les insurreccions obreres durament reprimides durant el Bienni Conservador o Bienni Negre (1933-1935). Pot establir-se una relació entre Ariel i els enfrontaments del govern radical cedista amb el moviment catalanista i independentista i la proclamació de l'estat federal català des de la Generalitat l'any 1934.
Tot i que el context màgic i oníric és el que predomina en l'obra, alguns aspectes d'Ariel mostren aquesta tessitura ideològica. Es destaca l'ús de melodies catalanes com els Goigs del Roser o La presó de Lleida. També apareix un motiu de tipus lament, associat a la tristesa i la por que pateix Ariel en captiveri.

## Adaptació i posterior estrena
Ariel no va arribar a representar-se en forma de ballet pel fet que Massine trobà la música excessivament simfònica. Segons Joaquim Homs, és molt possible que l'excessiva duració de l'Adagio fos un dels factors determinants que van incidir en aquesta decisió. El coreògraf va rebre la proposta amb una mentalitat molt conservadora. Altres autors assenyalen l'inici de la Guerra Civil Espanyola com el motiu principal per abandonar el projecte.
Després d'acceptar l'impossibilitat de veure la seva obra representada, Gerhard va convertir Ariel en una suite de concert, que va guanyar el premi Isaac Albéniz de la Generalitat de Catalunya, l'any 1935. La Suite va ser estrenada al festival de SIMC l'any 1936, festival on també s'interpretà el Concert per a violí A la memòria d'un àngel d'Alban Berg.